# التيجاني الحداد
التيجاني الحداد هو سياسي وإعلامي تونسي.

## السيرة الذاتية

### المسار المهني والمجتمعي
نشط التيجاني الحداد في صغره في صفوف الكشافة التونسية، ثم في مرحلة دراسته الجامعية انضم للاتحاد العام لطلبة تونس ومنظمة الطلبة الدستوريين. 

كان يقدم برنامجا أسبوعيا في التلفزة التونسية في بداية نشأتها عنوانه «نادي الشباب». أصدر العديد من الصحف والمجلات، منها مجلة قوس قزح الموجهة للأطفال، ومجلة Tunisia News وهي أول مجلة تونسية تصدر باللغة الإنجليزية، ومجلة La Gazette Touristique أول صحيفة سياحية في البلاد وأخرى L'hebdo Touristique التي رأست تحريرها سهام بن سدرين. 

أنشأ مطبعة في تونس العاصمة، وطبعت فيها عدة صحف مشهورة خاصة للمعارضة مثل الرأي والديمقراطية والمستقبل. يذكر أنه طبع كتابا لحركة الاتجاه الإسلامي المحظورة في 1984، الأمر الذي أدى لسجنه 17 يوما. 

ترأس التيجاني الحداد الجمعية التونسية لمديري الصحف بين 1994 و2004. ترأس المجلس التنفيذي لمنظمة السياحة العالمية، ثم أصبح مستشارا لأمينها العام. وهو كذلك نائب رئيس المنظمة المتوسطية للسياحة. انتخب التيجاني الحداد رئيسا للاتحاد الدولي للصحفيين والكتاب السياحين في 2004، وأعيد انتخابه في 2008 و2012 و2016.

### المسار السياسي
بعد الاستقلال، انضم التيجاني الحداد لصفوف الحزب الحر الدستوري الجديد الذي أصبح الحزب الاشتراكي الدستوري والذي بدوره أصبح التجمع الدستوري الديمقراطي عند وصول زين العابدين بن علي للحكم خلفا للحبيب بورقيبة. 

كان نائبا في مجلس النواب عن دائرة أريانة الانتخابية لمدة 15 سنة وذلك عن حزب التجمع الدستوري الديمقراطي، حيث شارك في الانتخابات التشريعية التونسية 1994 وفاز بمقعد للمدة النيابية التاسعة، ثم شارك فانتخابات 1999 وفاز بمقعد في المدة النيابية العاشرة، وأخيرا شارك فانتخابات 2004 وفاز بمقعد في المدة النيابية الحادية عشرة.

عين في 10 نوفمبر 2004 في منصب وزير السياحة والصناعات التقليدية في حكومة محمد الغنوشي الأولى، وبقي على رأس الوزارة حتى 4 سبتمبر 2007. 

بعد الثورة التونسية في 2010 و2011، انضم لحزب الحركة الدستورية وترشح كرئيس لقائمتها في دائرة أريانة الانتخابية في الانتخابات التشريعية التونسية 2014، ولكن قائمته لم تحصد سوى 0.3% من الأصوات في هذه الدائرة.

## التتبعات القضائية
بعد الثورة التونسية في 2011، رفعت في حقه قضية متعلقة بحفلة المغنية الأمريكية ماريا كاري التي نظمت في تونس بين 23 و25 يوليو 2006. تم في 7 يناير 2012 استنطاقه وتحجيز السفر عليه مع الإبقاء عليه في حالة سراح. حكمت عليه المحكمة الابتدائية بتونس في 3 مارس 2017 بالسجن 6 سنوات بتهمة الإضرار بالإدارة واستغلال النفوذ وتحقيق فائدة غير قانونية، وحكم في نفس الوقت على الرئيس زين العابدين بن علي والوزيرة سميرة خياش وكاتب الدولة كمال الحاج ساسي بنفس الحكم، وعماد الطرابلسي ب11 سنة.

## الحياة الشخصية
متزوج بإبنة السياسي التونسي السابق عبد الله القلال الذي شغل منصب رئيس مجلس النواب ورأس عدة وزارات.